# Мыс Щетининой
Мыс Щетининой — мыс побережья Амурского залива Японского моря.
Назван 20 октября 2006 года в память о капитане дальнего плавания А. И. Щетининой.
Мыс находится в черте города Владивостока (район Эгершельд) — мыс полуострова Шкота в бухте Федорова, недалеко от Морского государственного университета имени адмирала Невельского, где долгое время А. И. Щетинина занималась педагогической практикой.
В 2009 году планировалось назвать в честь А. И. Щетининой ещё один мыс — Мыс Безымянный в Авачинской бухте на Камчатке, что не было сделано по причинам безопасности мореплавания.